# Gunlög
Gunlög är ett fornnordiskt namn sammansatt av orden gunnr, strid och lög som betyder lovad, invigd.
Namnet finns omnämnt på en runsten vid Lunda kyrka, där det står Gunlög och Holma läto resa denna sten efter Sven, sin broder, Vavres arvinge. Gud och Guds moder hjälpte hans ande.
Den 31 december 2014 fanns det totalt 443 kvinnor folkbokförda i Sverige med namnet Gunlög, varav 245 bar det som tilltalsnamn.
Gunlög hade namnsdag den 8 mars 1988-1992 och 30 december 1993-2000, men är numera borttagen från namnsdagslistan i almanackan. I den finlandssvenska namnsdagslängden har Gunlög namnsdag 21 september sedan 1973. Före det hade Gunlög namnsdag 9 augusti 1950–1972.

## Personer med namnet Gunlög
- Gunlög Hagberg, svensk skådespelerska och sångerska